# رومن دمووسکی
رومن استانیسلاو دمووسکی (به لهستانی: Roman Stanisław Dmowski) (زاده ۹ اوت ۱۸۶۴ در ورشو – درگذشته ۲ ژانویه ۱۹۳۹ در دروزدوو) سیاست‌مدار، دولت مرد و نظریه‌پرداز لهستانی و از مؤسسان حزب ناسیونال دموکرات بود.